# Krleš
Krleš je slovo, které vzniklo zkomolením z řeckého Kyrie eleison (česky: „Pane, smiluj se!“), pravděpodobně přes německou zkomoleninu Kyrieleis. 
Jeho první doložené použití[zdroj?] pochází z křesťanského hymnu Hospodine, pomiluj ny. Další výskyt včetně vysvětlením významu je v Kosmově kronice. Podle kronikáře Kosmy se Kyrie eleison zpívalo při různých slavnostních příležitostech. Prostý lid, který neuměl zpěvy, volal „krlešu“ (Krlessu), jak zmiňuje konkrétně při uvedení prvního pražského biskupa Dětmara do úřadu a při nastolování knížete Břetislava I. jeho slepým strýcem Jaromírem. Zřejmě jde o záznam zvyklostí, nikoli o autentický svědecký záznam, protože Kosma se narodil až po těchto událostech.

## V kultuře
- Slovo se objevilo ve filmu Tajemství hradu v Karpatech (1981), kde lesní adjunkt Vilja Dézi plánuje taktickou operaci: „Pan hrábě se ráčí postavit vedlejc mňa, ták, a haž řeknu krleš, vezmem to šturmem.“ Tím se slovo dostalo zpět do povědomí české veřejnosti, i když ne v původním významu.
- V divadelní hře České nebe (2008) odpovídá Praotec Čech slovem „krleš“ na provolání „kyrie eleison“ sv. Václava a J. A. Komenského, čímž je de facto vysvětleno výše uvedené.
- Píseň Slávka Janouška na text Jiřího Žáčka, Krleš krleš já su Kelt, je satira o Keltovi, který žádá restituci českých zemí
- Ve hře Kingdom Come: Deliverance II je hláška krleš používána v některých dialozích.